# LPO-50
O LPO-50 (Lyogkiy Pyekhotnyy Ognyemyot (Легкий Пехотный Огнемет), "Lança-chamas de Infantaria Leve") é um lança-chamas soviético.
Desenvolvido em 1953 para substituir os lança-chamas ROKS-2/3 usados durante a Segunda Guerra Mundial, foi mantido em inventário até a década de 1980. Este modelo foi projetado como um lança-chamas leve e portátil com três cilindros verticais e um tubo-arma montado em um bipé. Ele diferia dos lança-chamas ocidentais porque usava cartuchos de ignição especiais para expelir a mistura espessa de combustível, em vez de um gás inerte. Durante a década de 1960, a arma foi fabricada pela República Popular da China. Foi substituído no serviço soviético pelos lança-foguetes incendiários RPO "Rys" e RPO-A Shmel na década de 1980.
O LPO prestou serviço na Guerra do Vietnã. Foi relatado que as forças vietcongues usaram o lança-chamas no massacre de Đắk Sơn em 1967. Pelo menos um foi usado em um ataque à base do Corpo de Fuzileiros Navais dos Estados Unidos em Con Thien (também em 1967), e havia vários capturados em exibição em Saigon em 1972.
O Congresso dos Estados Unidos em 2011 cita um artigo do The Irish Times, relatando que o Exército Republicano Irlandês tinha cerca de 6 unidades deste modelo de lança-chamas (antes de 2001). Um LPO-50 foi usado em um ataque a um posto de controle do exército britânico em 1989.

## Usuários
- China: Cópia Type 74 ainda em uso[8][9]
- Alemanha Oriental[10]
- Iraque[11]
- Exército Republicano Irlandês Provisório[12]
- União Soviética
- Vietname[5]